# Facepalm

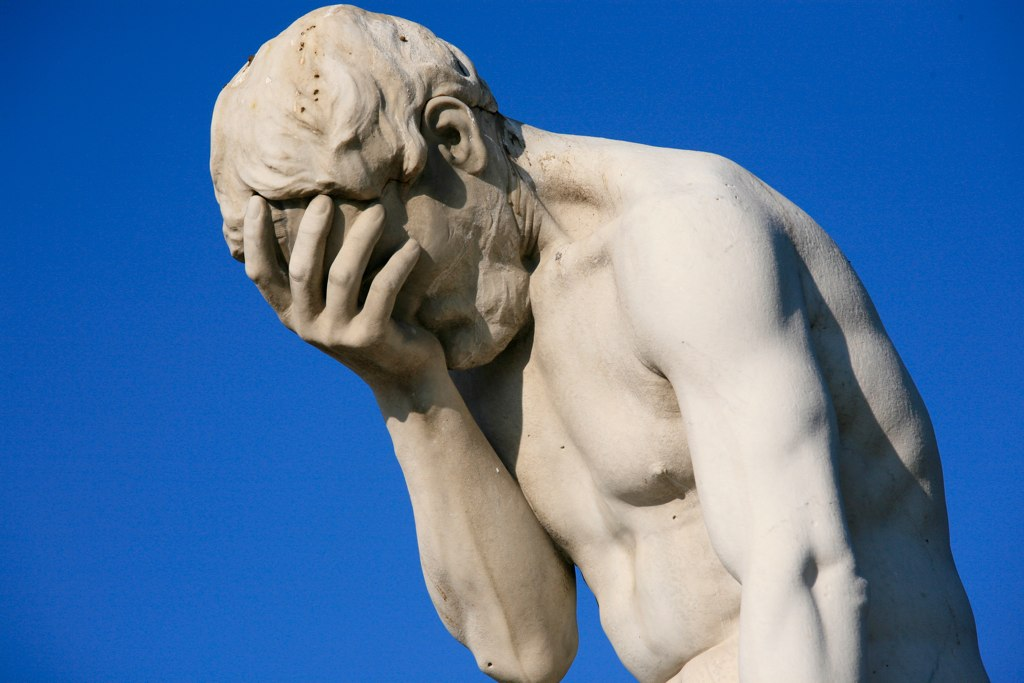
Статуя Каина в саду Тюильри, Париж
скульптор Анри Видаль, 1896

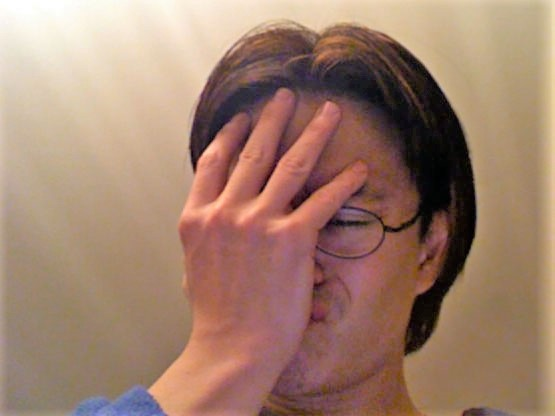

Facepalm (от англ. face «лицо» + palm «ладонь»; английское произношение [ˈfeɪspɑːm]) — популярное онлайн-выражение в виде физического жеста. Более широко известная трактовка выражения: «лицо, закрытое одной рукой», которое является проявлением разочарования, стыда, уныния, раздражения или смущения. Этот жест иногда называют «рукалицо».
В Интернет-обсуждениях термин используется для выражения безнадежности диалога, а также в ответ на явную глупость или ложную информацию.

## Применение
- Физические жесты
  1. Поднесение ладони к лицу.
  2. Поднесение лица к ладоням.
- Письменное использование
  - В основном, жест используется в текстах сообщений в Интернете, очень часто пишется как *facepalm*, или смайлы /о и -_\, или используется изображение. Иногда вместо изображения приводится только его название: «facepalm.jpg»[4].

Сам жест используется достаточно давно с различной экспрессивной эмоциональной окраской: задумчивость, удивление, восхищение, горечь, стыд, смущение, разочарование, — но с появлением интернета стал вирусным мемом, означающим крайний конфуз. Одним из ранних примеров его использования в онлайне являются ссылки на известные фотографии модели Джима Хорна.
Популярными иллюстрациями данного жеста стали кадры из телесериала «Звёздный путь. Следующее поколение»: чаще всего используется кадр из эпизода «Deja Q». Вопреки ошибочному мнению, Капитан Жан-Люк Пикар в данной сцене не закрывает лицо рукой в знак возмущения, а просто сидит в такой позе, предаваясь раздумьям, и, наоборот, отнимает руку от лица, когда к нему обращается собеседник. Иные похожие кадры из данного телесериала, как правило, тоже взяты из аналогичных сцен. Также популярностью пользуется видеофрагмент из кинокомедии «Голый пистолет 33⅓», где за несколько секунд фильма происходит последовательно ряд сцен нарастающего группового facepalm-а — в самом фильме их четыре, в мемах обычно используются только три (вторая, третья и/или четвертая).

## Интересные факты
- Немецкое слово Fremdschämen, означающее чувство неловкости за кого-то другого, что является некоторым аналогом фэйспалма как эмоции, получило титул «Слово-2010» в Австрии[2].
- В Юникоде, начиная с версии 9.0, имеется символ FACE PALM (U+1F926, 🤦).